# Nemzeti Tudósképző Akadémia
A Nemzeti Orvosbiológiai Alapítvány által működtetett Nemzeti Tudósképző Akadémia hazai és nemzetközi szinten is egyedülálló oktatási programjának célja, hogy az orvosbiológia iránt érdeklődő tehetséges diákokat a lehető leghamarabb a kutatói életpálya felé segítse. A szegedi székhelyű, de országos lefedettséggel működő program kiszámítható, folyamatos, iskolatípusokon és életszakaszokon átívelő tehetséggondozást nyújt a programban résztvevő diákok számára a középiskolás kortól kezdve, az egyetemi képzésen át egészen a tudóssá válásig.

## A Nemzeti Tudósképző Akadémia története

### A Szegedi Tudós Akadémia

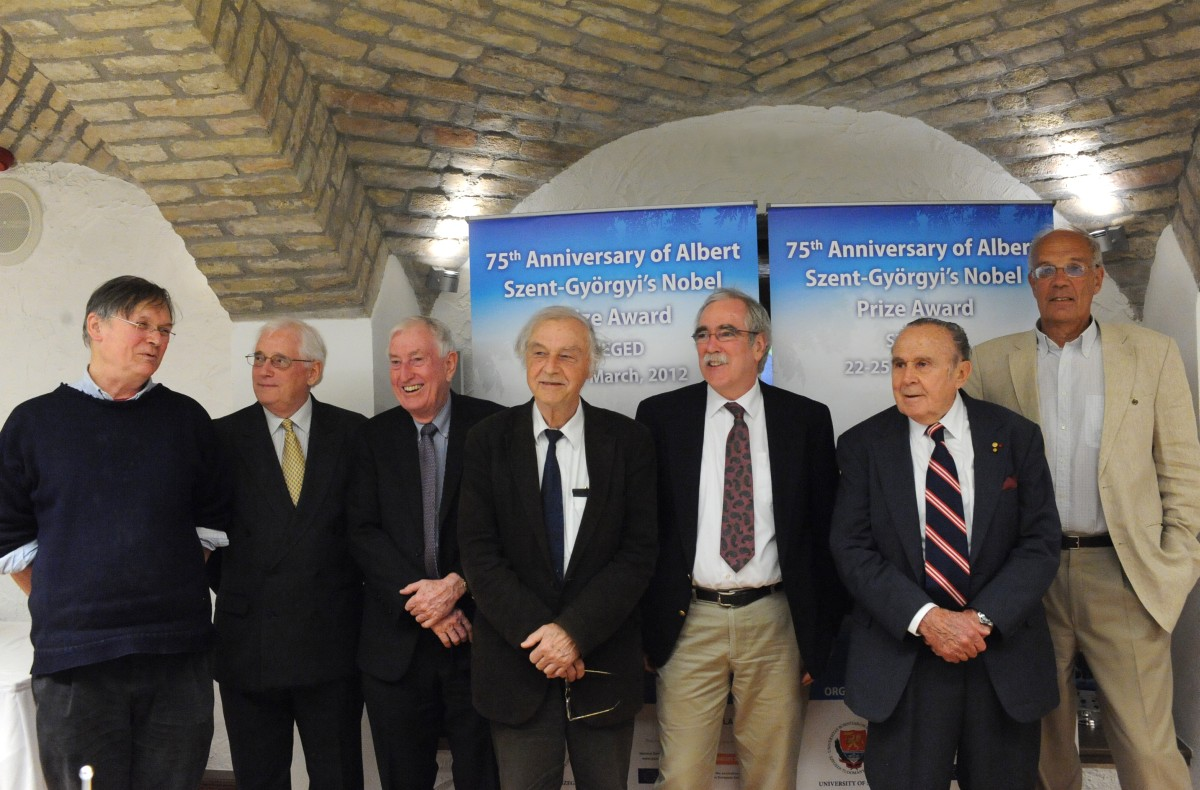
Nobel-díjas kutatók a Szent-Györgyi Albert Nobel-díjának 75. évfordulójára rendezett megemlékezésen.

A Szent-Györgyi Albert Nobel-díjának 75. évfordulója alkalmából rendezett megemlékezéssorozatra kilenc Nobel-díjas kutató (Bert Sakmann, Tim Hunt, Aaron Ciechanover, Ada E. Yonath, Andrew V. Schally, Robert Huber, John E. Walker, Peter C. Doherty, Eric Wieschaus) érkezett Szegedre, hogy tisztelegjen a világhírű szegedi kutató emléke előtt. A konferencia ideje alatt a Nobel-díjas vendégek ellátogattak a város vezető gimnáziumaiba és találkoztak az egyetemistákkal is. Az itt lefolytatott élvezetes beszélgetések üzenete egyértelmű volt: a diákság továbbra is rendkívül fogékony az intellektuális minőség iránt. A sikerből kiindulva a szervezők (Hegyi Péter és Varró András) 2013. januárjában létrehozták a Szegedi Orvosbiológiai Kutatások Jövőjéért Alapítványt, melynek rövid távú célkitűzése az volt, hogy a város fiataljai rendszeresen találkozhassanak a tudomány kiváló képviselőivel, erősítve ezzel a tudomány tiszteletét és szeretetét az új generációkban.
Az Alapítvány hosszú távú célkitűzései között elsődleges helyen az szerepelt, hogy megteremtse Szegeden azokat a feltételeket, hogy Szent-Györgyi Albert nyomdokaiba lépve a városban a nemzetközi tudományosság élvonalába tartozó kutatók dolgozhassanak, akik közül majd valaki esetleg ismét elnyerheti a Nobel-díjat. Ennek érdekében az Alapítvány legfőbb célja a fiatal tehetségek Szegedre vonzása, illetve a közülük kimagasló kutatói tehetségek Magyarországon tartása volt. A hosszú távú cél elérésének érdekében az Alapítvány 2013 őszén elindította a Szegedi Tudós Akadémia Programját, mely nemzetközi viszonylatban is egyedülálló kezdeményezésnek bizonyult, melynek képzési igazgatói posztját 2015-ben Bert Sakmann, Nobel-díjas német fiziológus vállalta el.

### Nemzeti Tudósképző Akadémia (NTA)
A Szegedi Orvosbiológiai Kutatások Jövőjéért Alapítvány 2013-ban létrehozott Szegedi Tudós Akadémia Programja az évek alatt felsorakoztatott eredményei alapján elérkezett oda, hogy az Alapítvány nevének változását követően (Nemzeti Orvosbiológiai Alapítvány) minden humán élettudományi felsőoktatással rendelkező város (Budapest, Debrecen, Pécs, Szeged) bevonásával 2021. szeptembertől országos Nemzeti Tudósképző Akadémia (NTA) programmá bővüljön Magyarország Kormányának támogatásával.
A program rövid távú célkitűzése továbbra is az orvosbiológiai kutatások iránt érdeklődő tehetséges fiatalok felkarolása, tudományos munkájuk támogatása, a tudós életpálya modell vonzóvá tétele, és hosszabb távon a fiatal kutatók Magyarországon tartása.

## Támogatók és szakmai vezetők

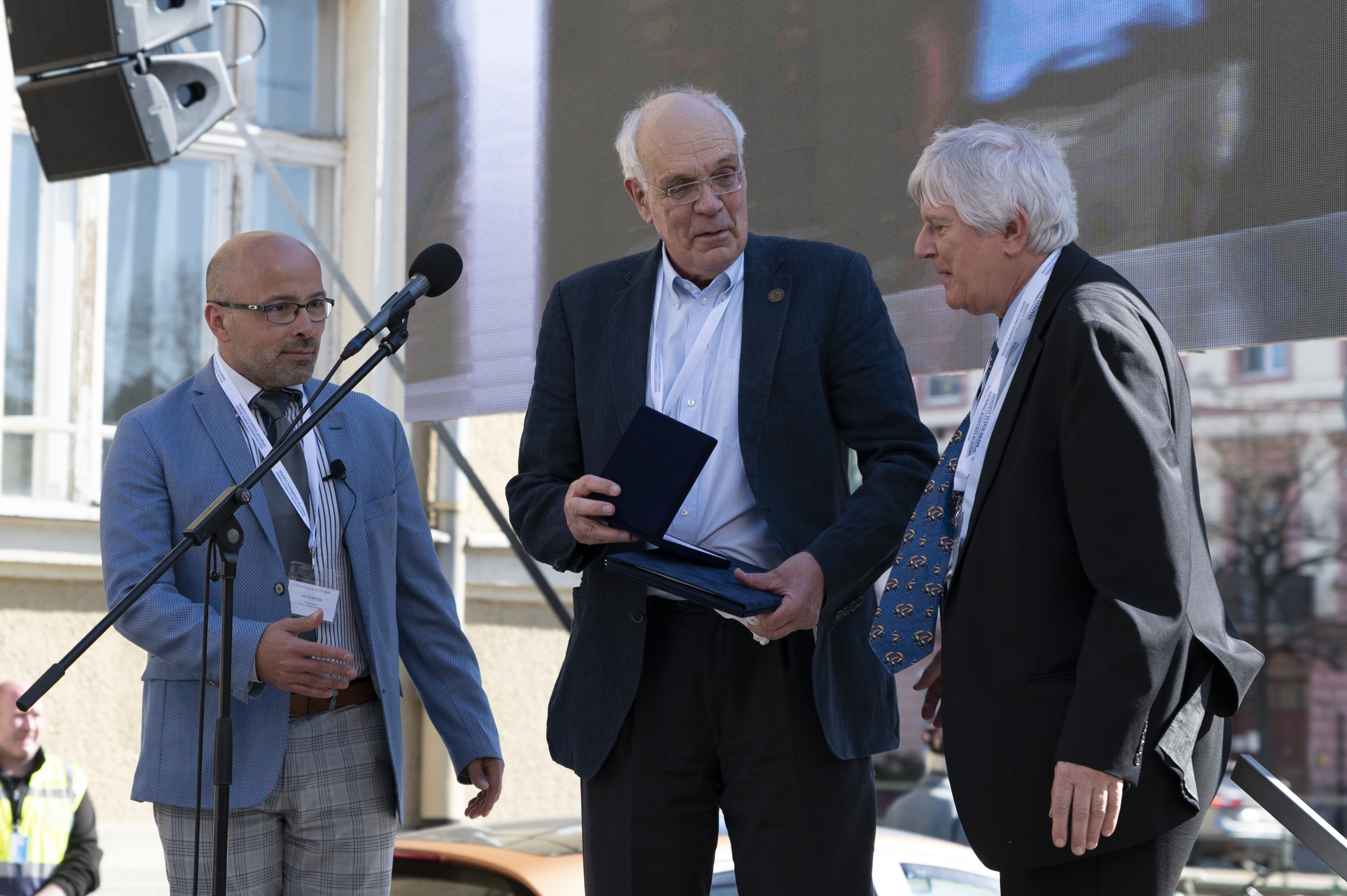
Hegyi Péter (balról), Bert Sakmann (középen) és Varró András a Bert Sakmann Kollégium névadó ünnepségén 2022-ben Szegeden.

A program magas színvonalú megvalósulását jelenleg Magyarország Kormánya támogatja, de e-mellett az ország mind a négy orvosképző egyeteme, a HUN-REN Magyar Kutatási Hálózat, számos megyei jogú város önkormányzata és egy tankerület is támogatja.
A Nemzeti Orvosbiológiai Alapítvány szakmai vezetése:
Bert Sakmann, képzési főigazgató, Nobel-díjas sejtfiziológus, Max Planck Institute für Neurobiologie, München.
Varró András, stratégiai igazgató, a Szegedi Tudományegyetem Szent-Györgyi Albert Orvostudományi Kar Farmakológiai és Farmakoterápiai Intézetének egyetemi tanára.
Hegyi Péter, programigazgató (az NTA program kidolgozója), a Semmelweis Egyetem és a Pécsi Tudományegyetem Általános Orvostudományi Karainak egyetemi tanára és a Szegedi Tudományegyetem Szent-Györgyi Albert Orvostudományi Karának egyetemi tanára.

## A Nemzeti Tudósképző Akadémia (NTA) programja
Az Alapítvány által létrehozott – a program elindulásakor - Szegedi Tudós Akadémia, majd 2021. szeptemberétől Nemzeti Tudósképző Akadémia oktatási folyamatainak egyik lényeges újszerűsége, hogy a kutatásban tehetséges diákokat középiskolás koruktól kezdve vezeti végig a tudóssá válás lépcsőfokain.
Az NTA szakmai programja két fő elemre épül:
- Középiskolai Képzési Program[4]
- Egyetemi Képzési Program[5]

### Középiskolai Képzési Program

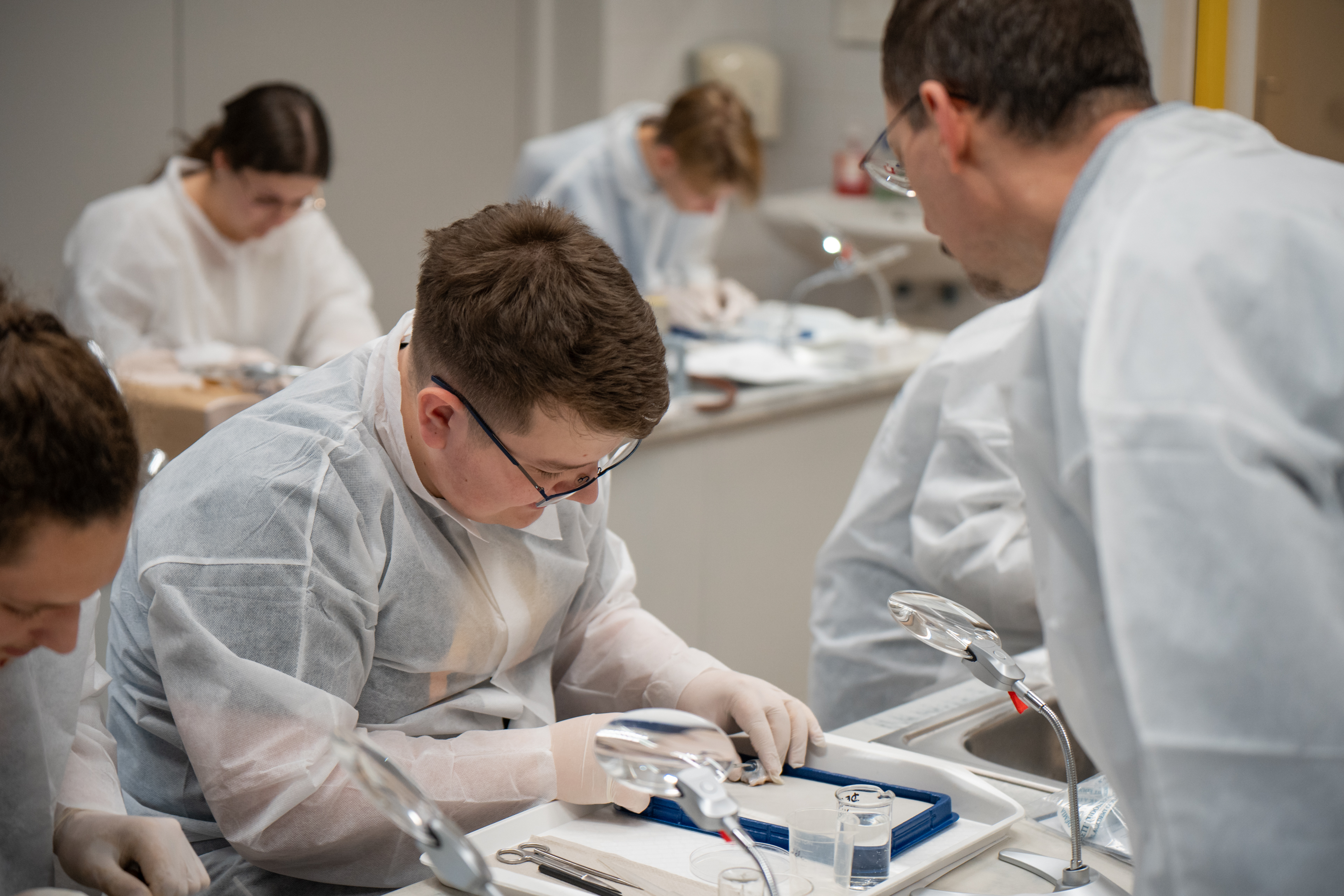
Szent-Györgyi diákok laborgyakorlaton

Az NTA által kidolgozott tehetséggondozó iskolarendszer már a középiskolában felkarolja az orvosbiológia iránt kiemelten érdeklődő diákokat. Ehhez egy olyan programot épített fel, amely nemcsak csoportos előadásokat, önállóan feldolgozható tananyagokat foglal magában, hanem jól felszerelt, modern laboratóriumokban végezhető gyakorlatokat, illetve az éves konferenciákon való részvételt is.
A középiskolás tanulók képzése, az országos lefedettséget jelentő Területi Képzési Központon kívül az Országos Képzési Központokban – Debrecen, Gödöllő, Hódmezővásárhely, Pécs, Szeged, Szombathely – kialakított korszerű, modern laboratóriumokban zajlik.
A Területi Képzési Központokat a Szent-Györgyi Vezető tanárok irányítják, akiknek legfőbb feladata azon középiskolás diákok felkutatása és mentorálása az adott régióban, akik kiemelten érdeklődnek a természettudományok iránt és a későbbiekben esetlegesen a kutatói életpályát szeretnék választani. A Vezető tanárok által szervezett rendszeres elméleti és gyakorlati képzésekhez az Akadémia folyamatosan biztosítja a szakmai hátteret.

### Egyetemi Képzési Program

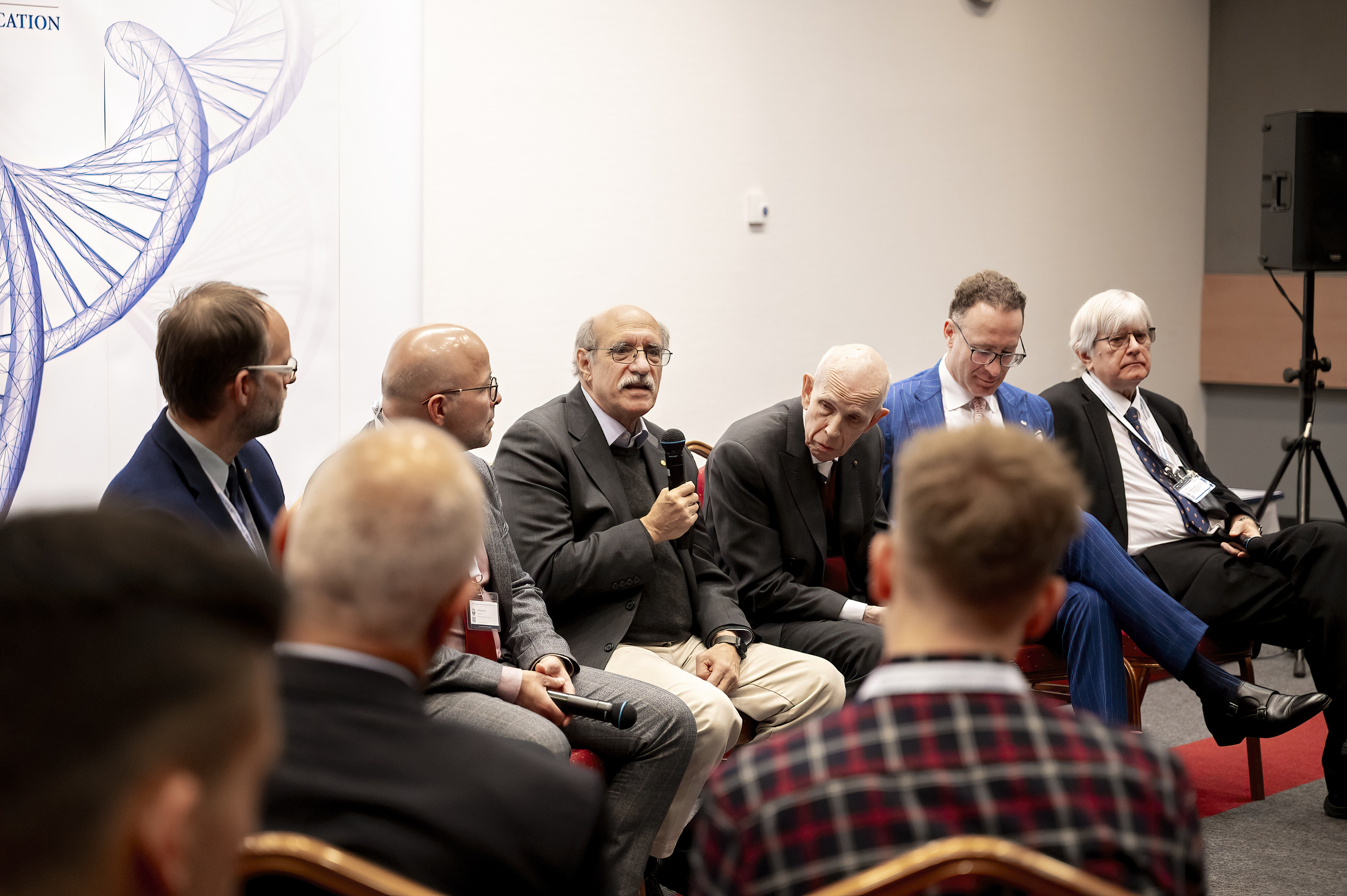
Szent-Györgyi Hallgatók zártkörű találkozója 2024. decemberében a Nobel-díjasok és tehetséges diákok XXIII. találkozójának díszvendégeivel.

A Nemzeti Orvosbiológiai Alapítvány a magyar kormány támogatásával megvalósuló, hazai és nemzetközi mentorok részvételével zajló programjába olyan gimnazisták – Szent-Györgyi Diákok – jelentkezhetnek, akik már a középiskolában kimagasló eredményt értek el a különböző hazai és nemzetközi versenyeken biológiából vagy kémiából, valamint eltökélt szándékuk, hogy élethivatásul a kutatói pályát válasszák.
Az egyetemisták képzése 4 városban (Budapest, Debrecen, Pécs, Szeged), hat Tudományos Műhelyben, az ország legjobban felszerelt laboratóriumaiban, a legkiválóbb mentorok (ún. Szent-Györgyi Mentorok) szakmai felügyeletével történik. Minden műhelyben egy mentori csoport várja a hallgatókat, akik az egyetemi tanulmányaikkal együtt a kutatómunkát is megkezdik.
Az NTA Tudományos Műhelyei:
- Semmelweis Egyetem
- HUN-REN Kísérleti Orvostudományi Kutatóintézet
- Debreceni Egyetem
- Pécsi Tudományegyetem
- Szegedi Tudományegyetem
- HUN-REN Szegedi Biológiai Kutatóközpont

A Szent-Györgyi Mentorok munkáját egy közel 60 főből álló nemzetközi mentori csoport is segíti, amely a legkiválóbb kutatókból – köztük több Nobel-díjas – áll.

## Az NTA Bert Sakmann Kollégiuma

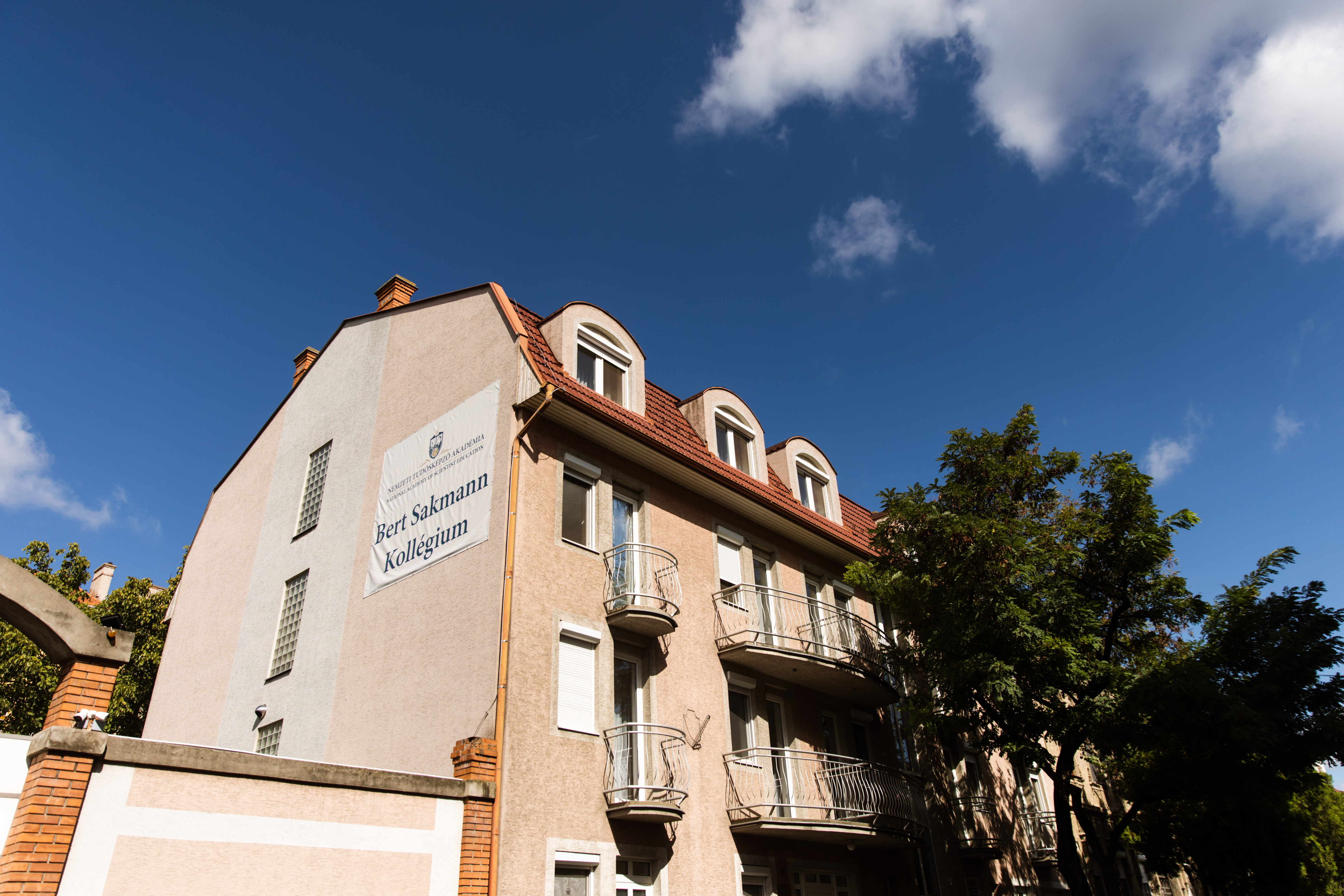
Bert Sakmann Kollégium, Szeged

Az NTA első kollégiuma Szegeden került kialakításra, melyet a Nemzeti Tudósképző Akadémia Egyetemi Programjában résztvevő Szent-Györgyi hallgatók a 2022/23-as tanévtől vehetnek igénybe. A belvároshoz közeli, 34 férőhelyes Bert Sakmann Kollégiumban a programban résztvevő hallgatók 1-2 fős, saját fürdőszobával rendelkező szobákban lakhatnak. A kollégiumban emeletenkénti közös konyha, egy tágas tanulószoba és egy kisebb fitneszterem, valamint egy mosókonyha is a rendelkezésükre áll.

## Nobel-díjasok és tehetséges diákok találkozója

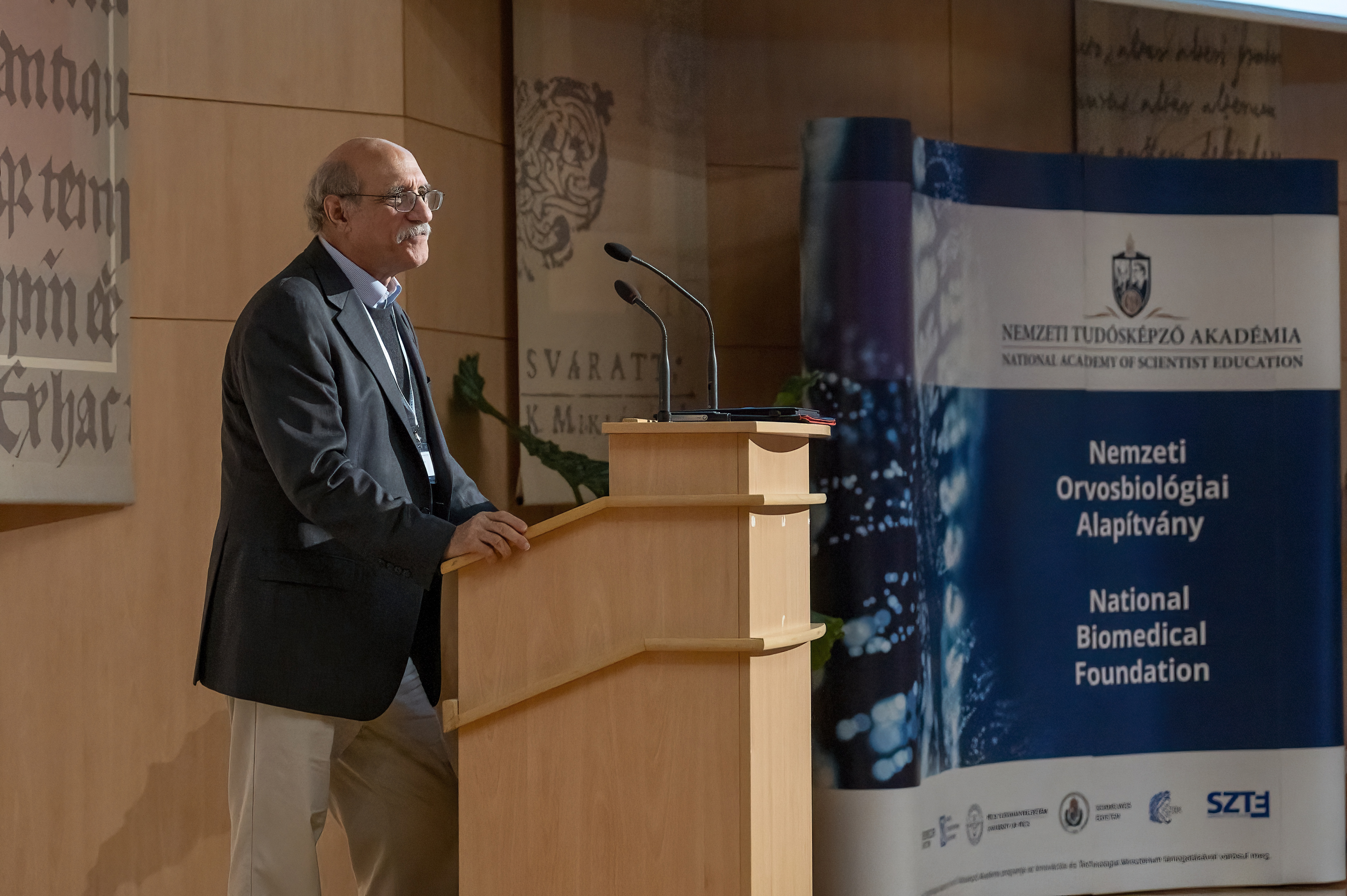
Martin Chalfie, Nobel-díjas neurobiológus előadása a Nobel-díjasok és tehetséges diákok XXIII. találkozójának plenáris ülésén.

A Nemzeti Orvosbiológiai Alapítvány évente két alkalommal (tavasszal és ősszel) rendezi meg a Nobel-díjasok és Tehetséges Diákok Találkozóját. A programsorozat fő célja olyan inspiráló környezet megteremtése, amelynek köszönhetően a fiatalok érdeklődése minél korábbi életszakaszban az orvosi és a természettudományos területek felé irányul.
Az eddigi találkozók díszvendégei: 
- 2013. ápr. Bert Sakmann
- 2014. máj. Ada E. Yonath és Aaron Ciechanover
- 2015. jún. Erwin Neher
- 2015. szept. Tim Hunt
- 2015. nov. Eric F. Wieschaus
- 2016. máj. és nov. Bert Sakmann
- 2017. ápr. Bert Sakmann és Arthur Konnerth
- 2017. dec. Tim Hunt
- 2018. márc. Bert Sakmann és Buzsáki György
- 2018. dec. Kurt Wüthrich
- 2019. febr. Erwin Neher
- 2019. dec. Ole Petersen
- 2020. dec. (online) Ada E. Yonath és Bert Sakmann
- 2021. ápr. Bert Sakmann és Tim Hunt
- 2021. dec. Peter Doherty
- 2022. ápr. Bert Sakmann, Erwin Neher, Aaron Ciechanover, Kurt Wüthrich, Peter Doherty
- 2022. nov. Roska Botond
- 2023. márc. Bruce Alan Beutler
- 2023. dec. Randy Schekman, Thomas Südhof, Ole Petersen, Sahin-Tóth Miklós
- 2024. ápr. Brian Kobilka, John Eu-Li Wong, David Eisner, Martin Morad
- 2024. dec. Martin Chalfie, Ole Petersen, Shahrokh Shariat